# Ковачевишка чешма
Ковачевишката чешма е постройка в село Ковачевица, България, с ценен възрожденски надпис от 1873 година. Чешмата е разположена на главната улица на селото, в северния край на западната фасада на Ристевата къща. В центъра на чешмата има мраморна плоча, в чийто горен край има растителен орнамент, а в долния – двойна розета, от която излиза чучурът. Между тях има красив надпис:
| „ | Іунїй 25 Настоѧщаіа чешма сѫгради съ трудѫтъ и иждивенето на г. Стоѧнъ Петковъ Кеха ѧ. Въ. лѣто. 1873. Іуни | “ |